# دولة رأسمالية
يطلق مصطلح الدولة الرأسمالية، في الاستخدام الشائع على الدولة التي تسيطر فيها الرأسمالية على اقتصاد السوق سواء كانت حكومة من النوع الاستبدادي أو حكومة الحزب الواحد أو حكومة أحزاب متعددة. على سبيل المثال يمكن أن يشير المصطلح إلى دولتي الصين وفيتنام حاليًا حيث يدير الحزب الشيوعي الدولة إلى جانب الاقتصاد المختلط.
ويمكن أن تضم الدول الرأسمالية العديد من الأحزاب السياسية، وربما يدعم واحدًا منها أو أكثر الرأسمالية ويمكن أن يضمن أحدها القيام بدور خاص أو مسيطر في الحكومة. وربما تصبح مؤسسات الدولة والرأسمالية متشابكة تشابكًا وثيقًا.
غالبًا ما تتباين مفاهيم الدول الرأسمالية عن الأيديولوجيات الاجتماعية الاقتصادية الأصلية وعن تلك التي يضعونها. نتيجة لذلك، فإن الكثير من أتباع هذه الأيديولوجيات غالبًا ما يعارضون النظم السياسية التي عادة ما تكون مرتبطة بهذه الدول. على سبيل المثال، غالبًا ما يكون معارضو الرأسماليين مثل أنصار الرأسمالية الأناركية والميناركية أيضًا معارضين للدول الرأسمالية في القرن العشرين سواء بدعوى أنه لا تربطهم علاقة مع الرأسمالية «الحقيقية» أو أن أيديولوجية الدول المذكورة وصلت لنقطة لا يمكن الرجوع عنها في الفساد.

## أنواع الدول الرأسمالية
من الناحية التاريخية، فإن كل الدعاوى كانت ترتبط بكل من المذهب التجاري أو مذاهب السوق الحرة أو السوق الاجتماعي، أو الليبرالية الجديدة وهناك الكثير من الأنواع المختلفة للدول الرأسمالية التي تتكيف حسب ظروفها المحلية.

## مؤسسات الدولة
تتشارك الدول الرأسمالية في وجود مؤسسات متشابهة والمنظمة على أساس أن مؤسسات الممتلكات الخاصة تقدم فوائد طويلة الأمد للشعب. تم توسيع مبدأ الملكية الخاصة لوسائل الإنتاج، والذي تم تطويره في العصور القديمة كمجموعة من المبادئ التي سبقت الدولة الرأسمالية الحديثة، إلى المجتمع بأسره.
تصف دساتير معظم الدول الرأسمالية نظامها السياسي كشكل من أشكال الديمقراطية، ومن ثم، فإنها تعترف بسيادة الشعب على أنها ضمنية في سلسلة من المؤسسات الممثلة في البرلمان. وليس بالضرورة أن تتبع الدول الرأسمالية نظام فصل السلطات. وبدلاً من وجود مجلسين تشريعيين، فقد يوجد في هذه الدول هيئة تشريعية وطنية واحدة مثل المجلس التشريعي لبروني حيث يتم تعيين الأعضاء عن طريق سلطان مستبد.

## الحقبة الحديثة

### قائمة بالدول الرأسمالية الحالية
تعتبر البلدان التالية من الدول الاستبدادية أو التي يحكمها حزب واحد أو دول متعددة الأحزاب حيث تكون مؤسسات الدولة للحزب الحاكم تخضع للنموذج الرأسمالي؛ وبالتالي تقع تحت تعريف الدول الرأسمالية التي تدعم الرأسمالية رسميًا. وعادة ما يكونون من أنصار الليبرالية الجديدة والمحافظين بشكل خاص وبالتالي يمثلون عقيدة فكرية معينة قد لا يتشاركها الكثير من الرأسماليين. وهذه قائمة بتلك الدول وعام تأسيس النظام بها وحكامها:
| الدولة                      | منذ                              | النظام الحاكم / الحزب السياسي    | القائد                  |
| --------------------------- | -------------------------------- | -------------------------------- | ----------------------- |
| بروناي                      | 1984                             | أوتوقراطي                        | حسن البلقية             |
| بلغاريا                     | 1990 (جمهورية بلغاريا)           | الحركة الوطنية للاستقرار والتقدم | بويكو بوريسوف           |
| كندا                        | 1867                             | الحزب المحافظ                    | ستيفن هاربر             |
| ألمانيا                     | 1949 (جمهورية ألمانيا الاتحادية) | الاتحاد الديموقراطي المسيحي      | أولاف شولتس             |
| هايتي                       | 1804                             | حزب ريبونز بيزان                 | ميشيل مارتيلي           |
| إندونسيا                    | 1949                             | الحزب الديموقراطي                | سوسيلو بامبانج يودويونو |
| كيريباتي                    | 1979                             | أعمدة الحقيقة (بيلارز أوف تروث)  | أنوتي تونغ              |
| كوريا الجنوبية              | 1948                             | حزب سانوري                       | بارك جيون هاي           |
| المكسيك                     | 1 ديسمبر 2000                    | الحزب الثوري المؤسساتي           | انريكي بينيا نييتو      |
| روسيا                       | 1991 (روسيا الاتحادية)           | روسيا الاتحادية                  | فلاديمير بوتين          |
| جمهورية السودان الديمقراطية | 1956                             | حكومة إنتقالية                   | عبد الفتاح البرهان      |
| تركيا                       | 1980(1980 انقلاب تركي)           | حزب العدالة والتنمية             | رجب طيب أردوغان         |
| أوكرانيا                    | 1991                             | بارتي أوف ريجيونز                | فيكتور يانوكوفيتش       |
| الولايات المتحدة            | 1776                             | الحزب الديمقراطي                 | جو بايدن                |